# Liste der Grafschaften Deutschlands
Die Liste der Grafschaften Deutschlands enthält eine (unvollständige) Auflistung historisch fassbarer Grafschaften des Heiligen Römischen Reichs auf dem Gebiet der jetzigen Bundesrepublik Deutschland. Manche Grafschaften erfuhren im Laufe ihrer Geschichte eine Rangerhöhung zum Beispiel zu Fürstentümern oder zu Herzogtümern. Die Liste ist gegliedert nach den heutigen Bundesländern, obwohl sich das ehemalige Territorium dieser Grafschaften über mehrere der heutigen Länder oder über das heutige Gebiet Deutschlands hinaus erstrecken kann. Nicht berücksichtigt werden Grafschaften des Reichs, deren Territorien vollständig außerhalb der Grenzen des heutigen Deutschlands lagen. Ebenfalls nicht berücksichtigt sind etwa die Markgrafschaft Baden, die Markgrafschaft Brandenburg, die Markgrafschaft Meißen, die Landgrafschaft Hessen, die Landgrafschaft Thüringen und die Pfalzgrafschaft bei Rhein, da die Titel Landgraf, Markgraf und Pfalzgraf insbesondere für diese Beispiele dem des Herzogs faktisch gleichgestellt waren.

## Baden-Württemberg
- Grafschaft Adelmann von Adelmannsfelden
- Grafschaft Berg
- Grafschaft Bonndorf
- Grafschaft Breisgau
- Grafschaft Burgau
- Grafschaft Calw
- Grafschaft Degenfeld
- Grafschaft Eberstein
- Grafschaft Freiburg
- Grafschaft Friedberg-Scheer
- Grafschaft Fürstenberg
- Grafschaft Grüningen-Landau
- Grafschaft Hauenstein
- Grafschaft Heiligenberg
- Grafschaft Helfenstein
- Grafschaft Hohenzollern
- Grafschaft Hohenberg
- Grafschaft Hohenlohe
- Grafschaft Hohengeroldseck
- Grafschaft Hornstein
- Grafschaft Kirchberg
- Grafschaft Königsegg-Aulendorf
- Grafschaft Lauffen
- Grafschaft Limpurg
- Grafschaft Löwenstein
- Grafschaft Lupfen
- Grafschaft Montfort
- Grafschaft Nagold
- Grafschaft Nellenburg
- Grafschaft Raitenau
- Grafschaft Rechberg (seit 1607, jedoch blieb die zugehörige Herrschaft staatsrechtlich weiterhin ein Reichsrittertum)
- Grafschaft Salm-Reifferscheidt-Krautheim
- Grafschaft Schenk von Castell
- Grafschaft Schenk von Staufenberg (Wilflingen)
- Grafschaft Schwaigern
- Grafschaft Stadion
- Grafschaft Stain-Niederstotzingen
- Grafschaft Sulz
- Grafschaft Tengen
- Grafschaft Tettnang
- Grafschaft Urach
- Grafschaft Veringen
- Grafschaft Waldburg-Trauchburg
- Grafschaft Waldburg-Wolfegg
- Grafschaft Waldburg-Zeil
- Grafschaft Wartenberg-Roth
- Grafschaft Württemberg
- Grafschaft Zimmern

## Bayern
- Grafschaft Abenberg
- Grafschaft Andechs
- Grafschaft Bogen
- Reichsgrafschaft Breitenegg
- Grafschaft Castell
- Grafschaft Dießen
- Grafschaft Dillingen
- Grafschaft Formbach
- Grafschaft Haag
- Grafschaft Hals
- Grafschaft Hohenwaldeck
- Grafschaft Henneberg
- Grafschaft Hirschberg
- Grafschaft Ismaning
- Grafschaft Königsegg-Rothenfels
- Grafschaft Kraiburg
- Grafschaft Lebenau
- Grafschaft Neuburg
- Grafschaft Oettingen
- Reichsgrafschaft Ortenburg
- Grafschaft Ortenburg-Tambach
- Markgrafschaft Ronsberg
- Grafschaft Pappenheim
- Grafschaft Rieneck
- Grafschaft Sulzbach
- Grafschaft Werdenfels

## Brandenburg
- Grafschaft Brehna
- Grafschaft Ruppin

## Hessen
- Grafschaft Bilstein
- Grafschaft Büdingen
- Grafschaft Diez
- Grafschaft Erbach
- Grafschaft Gleiberg
- Grafschaft Hadamar
- Grafschaft Hanau teilt sich 1458 in:
  - Grafschaft Hanau-Münzenberg
  - Grafschaft Hanau-Lichtenberg
- Grafschaft Holzappel
- Teilgrafschaften des Hauses Isenburg:
  - Grafschaft Isenburg-Birstein
  - Grafschaft Isenburg-Büdingen
  - Grafschaft Ysenburg-Büdingen-Büdingen
  - Grafschaft Ysenburg-Büdingen-Marienborn
  - Grafschaft Ysenburg-Büdingen-Meerholz
  - Grafschaft Ysenburg-Büdingen-Wächtersbach
  - Grafschaft Isenburg-Offenbach
  - Grafschaft Isenburg-Philippseich
  - Grafschaft Isenburg-Ronneburg
- Grafschaft Katzenelnbogen
- Grafschaft Königstein
- Grafschaft Maden
- Grafschaft Nassau
- Grafschaft Nidda
- Grafschaft Padberg
- Grafschaft Ruchesloh
- Grafschaft Schauenburg
- Grafschaft Solms-Laubach
- Grafschaft Solms-Rödelheim
- Grafschaft Waldeck
- Grafschaft Weilnau
- Grafschaft Wildungen
- Grafschaft Ziegenhain

## Mecklenburg-Vorpommern
- Grafschaft Fürstenberg (Havel)
- Grafschaft Gützkow
- Grafschaft Ratzeburg
- Grafschaft Schwerin

## Niedersachsen
- Grafschaft Bentheim
- Grafschaft Blankenburg
- Grafschaft Dannenberg
- Grafschaft Dassel
- Grafschaft Delmenhorst
- Grafschaft Diepholz
- Grafschaft Everstein
- Grafschaft Hallermund
- Grafschaft Hohnstein
- Grafschaft Hoya
- Grafschaft Klettenberg
- Grafschaft Lingen
- Grafschaft Lüchow
- Grafschaft Northeim
- Grafschaft Oldenburg
- Grafschaft Ostfriesland
- Grafschaft Pyrmont
- Grafschaft Schaumburg
- Grafschaft Schaumburg-Lippe
- Grafschaft Stade
- Grafschaft Tecklenburg
- Grafschaft Wernigerode
- Grafschaft Wölpe
- Grafschaft Woldenberg
- Grafschaft Wunstorf

## Nordrhein-Westfalen
- Grafschaft Altena
- Grafschaft Arnsberg
- Grafschaft Berg (1101–1380)
- Grafschaft Blankenheim
- Grafschaft Dortmund
- Duisburg-Kaiserswerther Grafschaft
- Grafschaft Dülmen
- Grafschaft Geldern
- Grafschaft Gimborn
- Grafschaft Hochstaden
- Grafschaft Horstmar
- Grafschaft Hückeswagen
- Grafschaft Isenberg
- Grafschaft Jülich
- Grafschaft Kerpen und Lommersum
- Grafschaft Kleve
- Grafschaft Limburg
- Grafschaft Lingen
- Grafschaft Lippe
- Grafschaft Manderscheid
- Grafschaft Mark
- Grafschaft Moers
- Grafschaft Nassau-Siegen
- Grafschaft Nesselrode
- Grafschaft Padberg
- Grafschaft Quadt-Wykradt
- Grafschaft Ravensberg
- Grafschaft Rietberg
- Grafschaft Salm-Reifferscheidt
- Grafschaft Schwalenberg
- Grafschaft Steinfurt
- Grafschaft Sternberg
- Grafschaft Tecklenburg
- Grafschaft Wartberch (949–1020)
- Grafschaft Werl
- Grafschaft Wittgenstein

## Rheinland-Pfalz
- Grafschaft Arenberg
- Grafschaft Gerolstein
- Grafschaft Grumbach
- Grafschaft Hachenburg
- Grafschaft Holzappel
- Grafschaft Leiningen
- Grafschaft Manderscheid
- Grafschaft Nahegau
- Grafschaft Neuenahr
- Raugrafschaft
- Rheingrafschaft
- Grafschaft Sayn
- Grafschaft Sponheim
- Grafschaft Veldenz
- Grafschaft Wartenberg
- Grafschaft Wied
- Wildgrafschaft
- Grafschaft Zweibrücken

## Saarland
- Grafschaft Homburg
- Grafschaft Kriechingen
- Grafschaft Ottweiler
- Grafschaft Saarbrücken

## Sachsen
- Grafschaft Brehna
- Grafschaft Groitzsch
- Grafschaft Hartenstein

## Sachsen-Anhalt
- Grafschaft Barby
- Grafschaft Blankenburg
- Grafschaft Brehna
- Grafschaft Haldensleben
- Grafschaft Mansfeld
- Grafschaft Plötzkau
- Grafschaft Regenstein
- Grafschaft Stolberg
- Grafschaft Walbeck

## Schleswig-Holstein
- Grafschaft Holstein
- Grafschaft Pinneberg
- Grafschaft Rantzau
- Grafschaft Ratzeburg
- Grafschaft Kielmannsegg

## Thüringen
- Grafschaft Berka (1154–1275)
- Grafschaft Gleichen
- Grafschaft Henneberg (1096–1660)
- Grafschaft Hohnstein
- Grafschaft Kevernburg
- Grafschaft Klettenberg
- Grafschaft Lohra
- Grafschaft Orlamünde (vor 1060–1344/46)
- Grafschaft Rabenswalde
- Grafschaft Reuß-Ebersdorf
- Grafschaft Reuß-Hirschberg
- Grafschaft Reuß-Lobenstein
- Grafschaft Schwarzburg
- Grafschaft Tonna (1089–1521)
- Grafschaft Vieselbach
- Grafschaft Wiehe